# Sumoll
El sumoll és una varietat de cep negre, encara que també hi existeix una subvarietat blanca. El sumoll és una varietat rústica, autòctona del Penedès, resistent a la sequera i de desenvolupament uniforme. El raïm és llarg, i el gra és gros i llargarut. S'utilitza per fer vins blancs, negres, rosats i cava.
La seva presència antiga es manifesta també en el gran nombre de variants dialectals del nom: sumoi, chimoi, saumoll, somoi, sumoy, ximoll, somoll, ximoy, xemoll, entre d'altres. El nom de sumoll està relacionat amb el dialectal sumollar, en el sentit de «fer pansir o madurar», que prové del llatí submolliare.
El vi jove de raïm sumoll té una certa aspror, que desapareix amb el seu envelliment. La seva producció és baixa, i el tractament per a fer vins de qualitat demana molta habilitat enològica. Tant abans com després de la fil·loxera, el sumoll va ser una varietat de raïm negre molt estesa per tot Catalunya. L'entrada a la Unió Europea el 1986 va accelerar el desprestigi d'aquelles varietats autòctones amb les quals es considerava que no es podien fer vins ni bons ni competitius. El seu cultiu s'ha anat substituint pel d'altres varietats, i avui és minoritari, amb menys de cent hectàrees plantades. Una tendència, emperò, que ha començat a canviar d'uns anys ençà, quan el cep coneix una petita revifalla per la dedicació d'uns quants viticultors que han vist les possibilitats de crear-hi vins originals, que permetin personalitzar-se en crear especialitats pròpies i diferenciar-se dels vins de les grans empreses industrials, que només utilitzen els ceps de moda internacionalment omnipresents, tipus cabernet sauvignon, merlot o chardonnay.
El sumoll és una de les varietats observades a les DO Catalunya, DO Pla de Bages i DO Tarragona. A Austràlia s'han creat quatre varietats híbrides a partir del sumoll i el cabernet sauvignon: cienna, vermillion, rubienne i tyrian. Amb aquest encreuament, hom pretén aprofitar les qualitats del sumoll per adaptar-les al clima australià.